# Coposa Airport
Coposa Airport är en flygplats i Chile.   Den ligger i provinsen Provincia del Tamarugal och regionen Región de Tarapacá, i den norra delen av landet, 1 400 km norr om huvudstaden Santiago de Chile. Coposa Airport ligger 3 783 meter över havet.
Terrängen runt Coposa Airport är kuperad åt sydväst, men åt nordost är den platt. Trakten runt Coposa Airport är nära nog obefolkad, med mindre än två invånare per kvadratkilometer.. 
Omgivningarna runt Coposa Airport är i huvudsak ett öppet busklandskap.